# 雅各布·施特赖特勒
雅各布·施特赖特勒（德語：Jakob Streitle，1916年12月11日—1982年6月24日），德国男子足球运动员，场上位置是后卫。他曾代表德国国家队参加1938年国际足联世界杯，结果止步十六强。